# Fёdor Ivanovič Filippov
Fёdor Ivanovič Filippov (Egor'evsk, 14 giugno 1911 – 1988) è stato un regista cinematografico sovietico.

## Filmografia (parziale)

### Regista
- Volšebnoe zerno (1941)
- Zolotye jabloki (1954)
- Po tu storonu (1954)
- Na zavtrašnej ulice (1965)
- Po Rusi (1968)
- Rasplata (1970)